# Jugement déclaratif de décès (droit québécois)
Pour un article plus général, voir Jugement déclaratif de décès.
En droit québécois, le jugement déclaratif de décès est une décision judiciaire rendue par le tribunal qui atteste le décès d'une personne absente, lorsqu'il s'est écoulé sept ans depuis sa disparition.

## Régime juridique
Le jugement déclaratif de décès est prévu à l'article 92 du Code civil du Québec. Il peut être prononcé à la demande de tout intéressé.
Le jugement déclaratif produit les mêmes effets que le décès. Il énonce le « nom et le sexe du défunt présumé et, s’ils sont connus, les lieu et date de sa naissance et, le cas échéant, de son mariage ou de son union civile, le nom du conjoint, le nom de ses père et mère ainsi que le lieu de son dernier domicile et les lieu, date et heure du décès ».
Le jugement déclaratif de décès peut également être prononcé avant l'écoulement de la période de sept ans, à condition d'avoir des motifs graves, précis et concordants. Le juge peut rejeter la demande de jugement déclaratif de décès si ces motifs sont absents.

## Arrêt de principe
En 2019, la Cour suprême du Canada a rendu un arrêt de principe concernant le régime de l'absence et le jugement déclaratif de décès, dans l'affaire Threlfall c. Carleton University. La Cour a décidé que face à un régime de retraite qui prévoit sa cessation à la date de décès du retraité, le moment de cessation des versements est la date du décès réel et non pas la date du jugement déclaratif de décès. La conjointe de fait d'un professeur à la retraite disparu qui avait obtenu des versements jusqu'au jugement déclaratif de décès a donc été contrainte de remettre ces versements à l'université en vertu des règles de réception de l'indu (art. 1491-1492 C.c.Q.
L'auteur de doctrine et notaire émérite Michel Beauchamp cite en outre l'affaire Paolo Renda comme un exemple d'une affaire où la Cour supérieure applique la règle des indices graves, précis et concordants.